# PABPN1
PABPN1（PABP-2）全名為多聚腺苷酸結合核蛋白1（polyadenylate-binding nuclear protein 1），在人類基因組中由14號染色體編碼，是一種多聚腺苷酸結合蛋白（PABP）。此蛋白位於細胞核中，其N端有一捲曲螺旋結構域，中間為RNA识别基序（RRM），C端則有核定位序列。在mRNA轉錄結束後即參與多腺苷酸化的反應，以N端與多聚腺苷酸聚合酶（PAP）結合，並以RRM與剛生成的多腺苷酸尾結合以促進多腺苷酸化進行，且可抑制細胞在較靠近終止密碼子的多腺苷酸化訊號（PAS）以CPSF切割mRNA並加上多腺苷酸尾，促使其使用距離較遠的多腺苷酸化訊號，因而形成較長的3'非轉譯區（3'UTR）。
遺傳疾病眼咽型肌营养不良（OPMD）即爲PABPN1基因突變，使其N端多出了數個丙氨酸重複所致。